# رحلة (حكاية)
تشير حكاية رحلة إلى كل من الرحلة والحكاية المكتوبة عن تلك الرحلة، أو قصة الرحلة. يخلق الكتاب نوعًا من الأدب العربي، ويرتبط مع المفهوم الإسلامي في العصور الوسطى المتمثل في «الرحلة في طلب العلم»، ويصف، كنوع من الأدب العربي في العصور الوسطى وأوائل العصر الحديث، الرحلة بنية أداء فريضة الحج، ولكنه من الممكن أن يشمل مسار الرحلة الذي يزيد عن المخطط الأصلي. يتضمن كتاب رحلة الكلاسيكي في أدبيات السفر العربية في العصور الوسطى، مثل تلك التي كتبها ابن بطوطة (المعروفة عادةً باسم رحل ابن بطوطة) وابن جبير، وصفًا للشخصيات، والأماكن، والحكومات، وحب الاستطلاع والعادات التي يعاني منها المسافر، وعادة ما تكون ضمن حدود العالم الإسلامي. يمكن تطبيق مصطلح رحلة على روايات السفر العربية الأخرى التي تصف الرحلات التي اتخذت لأسباب أخرى غير الحج؛ وذلك مثل رحلة كل من محمد الصفار ورفاعة الطهطاوي في القرن التاسع عشر اللتان اتبعتا نوع كتاب رحلة الأدبي؛ وذلك من خلال سرد تجاربهما وملاحظاتهما وليس فقط الرحلة من المغرب ومصر إلى فرنسا.

في سنة 2025 تم إصدار كتاب للكاتب الجزائري إسلام كليوات،  عنوان الكتاب: " لكل رحلة حكاية "
إذ عاد لنا بمفهوم جديد لأدب الرحلات حيث مزج بين الأدب و رحلاته بطريقة شاعرية،  لم يصف الرحلات بطريقة كلاسيكية بل بنمط جديد يُعرِّف فيه البرية بأسلوب قصصي،  و يصف المشاعر التي انتابته أثناء مغامراته 
نبذة عن الكاتب: 

## حكاية سفر
نشأت تجارب السفر في رحلة في المغرب خلال العصور الوسطى، وعملت على ربط مسلمي المغرب بالوعي الجماعي التي تملكة الأمة في جميع أنحاء العالم الإسلامي، مما يولد إحساسًا أكبر بالمجتمع. تتكون رحلة من ثلاثة أنواع:
1. رحلة- وهي رحلة داخل المغرب، عادةً للقاء الحجاج الآخرين قبل السفر بعيدًا عن المنطقة المحلية.
2. رحلة حجازبة- وهي رحلة إلى الحجاز التي ستُنقَل عن طريق تقرير شفوي أو مكتوب.
3. رحلة سفرية- وهي رحلة إلى الأراضي الأجنبية، ومن ضمنها الرحل إلى السفارات والبعثات في المناطق في دار الحرب. تُعد الأحداث في هذه الرحلات أساس أدبيات السفر الموجودة.

اعتُبٍر أداء رحلة في الأندلس الموري مؤهلاً للمعلمين والزعماء السياسيين. تزامنت هذه الرحلة أيضًا مع نهاية غزوات المغول وفرصة جديدة للتوسع الإسلامي.

## حكاية أدبية
يُنظر إلى روايات سفر ابن جبير وابن بطوطة على أنها «أسس نموذجية لإزهار هذا النوع الذي تشكله رحلة»، ولكن لا ينبغي أن يُنظر إليها على أنها من أسسها. قال أحد الكتّاب عن رحلة ابن جبير إلى مكة في عام 1183 إن «رحلته التي استمرت لمدة عامين كان لها تأثيرًا كبيرًا في التاريخ الأدبي. كانت حكايا رحلاته والمِحَن التي واجهها في الشرق بمثابة العمل التأسيسي لنوع جديد من الكتابة، تجسد بكتاب رحلة، أو حكاية سفر مبدعة تتكون من مزيج من السرد الشخصي، والوصف، والرأي والحكاية. حاول عدد لا يحصى من الأشخاص محاكاة أو انتحال أسلوبه فيما بعد. كُتِبت روايات السفر قبل روايات ابن جبير، فحكاية رحلة التي كُتِبت في القرن الثاني عشر لأبو بكر بن العربي، وحكايات الأراضي الأجنبية التي يزورها التجار والدبلوماسيون (مثل حكايات القرن التاسع عن الهند والصين التي كتبها أبو زايد السيرافي، وحكاية رحلة في القرن العاشر التي كتبها ابن فضلان مع البعثة العباسية إلى فولغا) تسبق حكايات سفر ابن جبير.
تُعد قصة رحلة ابن بطوطة بعنوان تحفة النظار في غرائب الأمصار وعجائب الأسفار أفضل قصة معروفة، ويشار إليها أحيانًا باسم رحلة ابن بطوطة. فُرِضت الرحلات على ابن جزي الكلبي بأوامر من السلطان المريني أبو عنان فارس الذي أعجب بقصة ابن بطوطة. لم تكن رحلات ابن بطوطة معروفة خارج العالم الإسلامي لسنوات عديدة، وذلك على الرغم من أنه كان مستكشفًا بارزًا وموثقًا جيدًا.
تصف رحلة عبد الله التجاني رحلته الطبيعية لمدة 970 يومًا من تونس إلى طرابلس الليبية بين عامي 1306 و1309.